# Featherstone, Staffordshire
Featherstone är en ort och civil parish i Storbritannien.   Den ligger i grevskapet Staffordshire och riksdelen England, i den södra delen av landet, 180 km nordväst om huvudstaden London. Featherstone ligger 129 meter över havet och antalet invånare är 3 754 (2016).
Terrängen runt Featherstone är platt. Runt Featherstone är det mycket tätbefolkat, med 3 022 invånare per kvadratkilometer. Närmaste större samhälle är Wolverhampton, 6,9 km söder om Featherstone. Runt Featherstone är det i huvudsak tätbebyggt.